# Марк Постумій Регіллен
Марк Посту́мій Регілле́н (також відомий як Пу́блій Постумій Регіллен, лат. Marcus / Publius Postumius Regillensis також відомий як лат. Publius Postumius Albus Regillensis; ? — 414 до н. е., місто Бола) — політик і військовий діяч Римської республіки, військовий трибун з консульською владою (консулярний трибун) 414 року до н. е.

## Біографічні відомості
Походив з патриціанського роду Постуміїв. Про батьків, молоді роки його згадок у джерелах немає. Навіть стосовно його преномену існують протиріччя, адже Тит Лівій називав його Марком, тоді як у «Fasti capitolini» (консульські фасти) його іменували Публієм.  
414 року до н. е. його було обрано військовим трибуном з консульською владою разом з Квінтом Фабієм Вібуланом Амбустом, Луцієм Валерієм Потітом і Гнеєм Корнелієм Коссом. Того року відбулася війна з еквами, яку з успіхом вів Марк Постумій, але він через свою пиху і невиплату легіонерам платні спровокував таку ситуацію, що вони вбили його, забивши каменями. Інші його колеги хотіли розслідувати ситуацію, але наразилися на спротив народних трибунів, що призвело до нових конфліктів між патриціями та плебеями. Щоб виправити цю ситуацію сенат призначив інтеррексом Квінта Фабія для обрання нових консулів. Останньому вдалося вгамувати пристрасті.
Є величезні сумніви, що він залишився живим і у 403 році до н. е. був повторно обраний військовим трибуном з консульською владою.